# Республика Конк
Республика Конк, Республика Раковины (англ. Conch Republic) — виртуальное государство, основанное 23 апреля 1982 года мэром города Ки-Уэст Деннисом Уардлоу на архипелаге Флорида-Кис, США.

## История

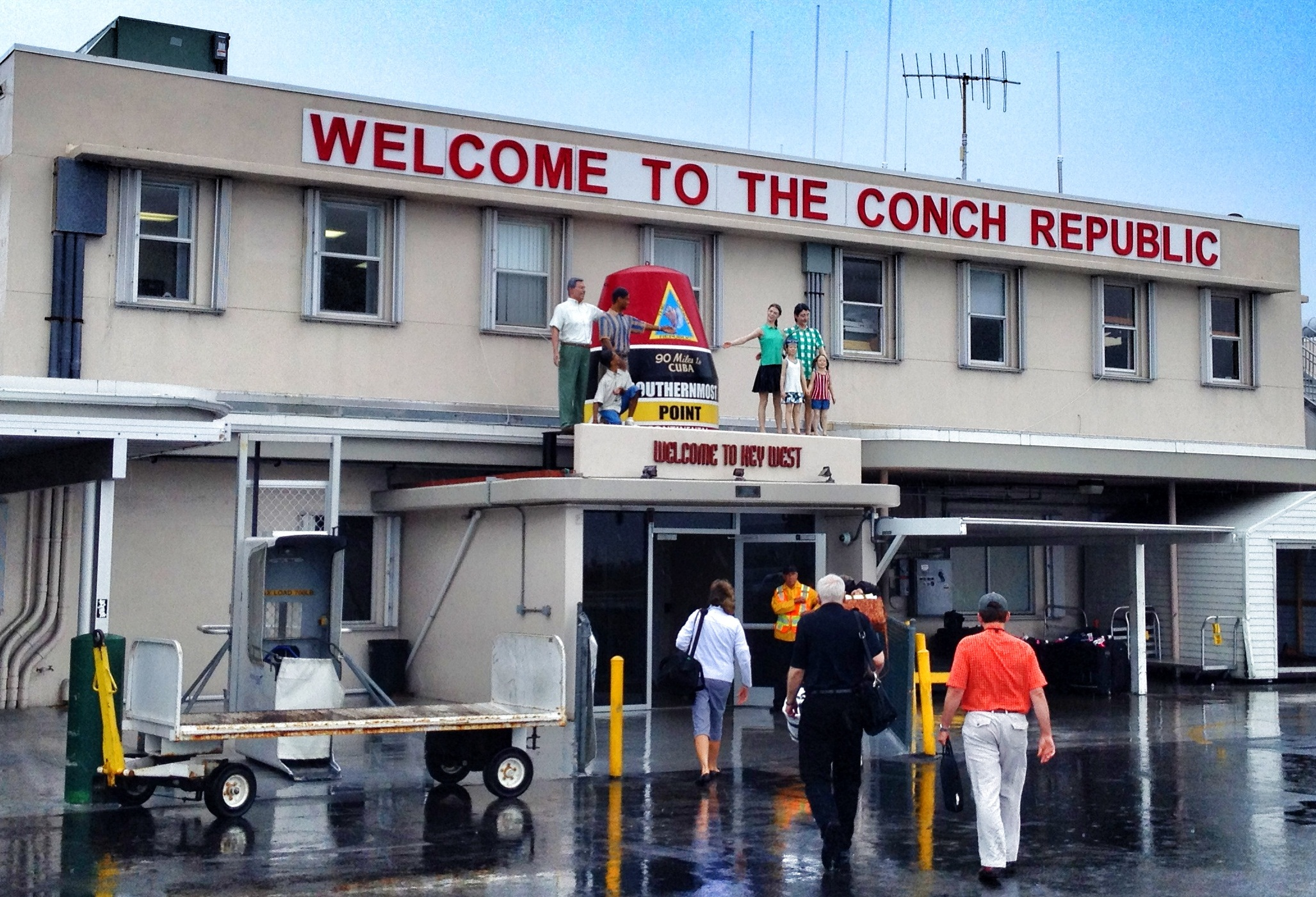
«Добро пожаловать в Республику Конк» — плакат на здании аэропорта Ки-Уэст

Власти США установили пограничный патруль на шоссе US1, связывающем архипелаг с материком, для борьбы с наркотиками и нелегальными иммигрантами. Власти города Ки-Уэст неоднократно жаловались на этот патруль, создающий огромные пробки на магистрали, мешающий путешественникам и туристам, но жалобы оставались без ответа. Тогда 23 апреля 1982 года мэр города Ки-Уэст Деннис Уардлоу объявил архипелаг независимой республикой, аргументировав это тем, что власти США устроили аналог пограничного пункта между ними и материком. Деннис Уардлоу и стал первым президентом страны. После зачтения декларации о выходе из США он объявил Соединённым Штатам войну, символически сломав буханку чёрствого кубинского хлеба о голову мужчины в форме военно-морского флота США. Через минуту Деннис Уардлоу объявил о капитуляции и потребовал иностранной помощи в размере одного миллиарда долларов. Власти США никак публично не отреагировали на эти события, но патруль был убран. Шумиха в средствах массовой информации США длилась несколько дней.
Название было выбрано в честь прозвища багамцев европейского происхождения, составляющих значительную часть местного населения.
Провозглашение независимости стало «изюминкой», привлекающей новых туристов во Флорида-Кис. Республика выпускает собственные паспорта, которые продаются туристам и всем желающим через web-сайт.
В 1995 году Республика «вторглась» на территорию США на небольшой флотилии из гражданских и пожарных судов. Это было сделано в знак протеста против закрытия местного национального парка Драй-Тортугас.